# ミシェル・ヴォヴェル
ミシェル・ヴォヴェル（Michel Vovelle、1933年2月6日 - 2018年10月6日）は、フランスの歴史家。社会史・「心性史」の観点からフランス革命を分析し、革命期における「理性の祭典」などを通じて集団的な心性を考察した。

## 生涯・業績
1933年2月6日、フランスのガラルドン（ユール・エ・ロワール県）で生まれた。1953年にサン＝クルーの高等師範学校に入学し、1956年に歴史学の教員資格（アグレガシオン）を取得した。1971年にリヨン第二大学に「バロック的敬虔と非キリスト教化：啓蒙の世紀プロヴァンスにおける死への態度」と題する国家博士論文を提出した。エクス・プロヴァンス第一大学で近世史教授を務めたのち、1981年以降、パリ第一大学フランス革命史教授に着任し、アルベール・ソブールの後任として1993年までフランス革命史研究所の所長を務めた。フランス革命200周年記念行事に際しては、その組織委員長をつとめている。1987年、1989年には来日して講演を行った。1992年に岩波書店から翻訳書として『フランス革命の心性』、人文書院から『フランス革命と教会』が刊行された。
2018年10月6日に死去。85歳没。

## 著作（日本語訳）
- 『フランス革命の心性』 立川孝一・奥村真理子・槇原茂・渡部望訳、岩波書店、1992年
- 『フランス革命と教会』 谷川稔訳、人文書院、1992年
- 『死の歴史　死はどのように受け入れられてきたのか』ミシェル・ヴォヴェル解説、池上俊一監修、富樫瓔子訳、創元社「知の再発見」双書、1996年。図版本
- 『革命詩人デゾルグの錯乱　フランス革命における一ブルジョワの上昇と転落』 立川孝一・印出忠夫訳、法政大学出版局・叢書ウニベルシタス、2004年
- 『死とは何か　1300年から現代まで』 立川孝一訳、藤原書店（上下）、2019年